# ルーシー・ウォーレン
ルーシー・ウォーレン（Rau'shee Warren、1987年2月13日 - ）は、アメリカ合衆国のプロボクサー。オハイオ州シンシナティ出身。元WBA世界バンタム級スーパー王者。

## 来歴
6歳でボクシングを始めて、8歳のときにアマチュアの試合に初出場した。

### アマチュア時代
2004年、17歳でアテネオリンピックにライトフライ級(49kg)で出場したが、鄒市明に9-22の判定負けを喫し初戦で敗退した。
2005年、中国の綿陽市で開催された2005年世界ボクシング選手権大会にフライ級(51kg)で出場し、銅メダルを獲得した。
2007年、アメリカのシカゴで開催された2007年世界ボクシング選手権大会にフライ級(51kg)で出場し、金メダルを獲得した。
2008年、中国の北京で開催された北京オリンピックにフライ級(51kg)で出場したが、韓国人選手に8-9の判定負けを喫し初戦で敗退した。
2011年、アゼルバイジャン共和国のバクーで開催された2011年世界ボクシング選手権大会にフライ級(51kg)で出場し、銅メダルを獲得した。
2012年、イギリスのロンドンで開催されたロンドンオリンピックにフライ級(51kg)で出場したが、ノルディーヌ・ウバーリに18-19の判定負けを喫し初戦で敗退した。
ワールド・シリーズ・オブ・ボクシングの2011年シーズンと2012年シーズンに参戦して7戦全勝の戦績を残している。

### プロ時代

#### バンタム級
2012年11月9日、カリフォルニア州インディオのファンタジー・スプリングス・リゾート・カジノでプロデビューを行い、4回3-0(40-36、38-37×2)の判定勝ちを収めた。
2015年8月2日、フロリダ州ウィンターパークのフルセイル大学でWBA世界バンタム級スーパー王者のファン・カルロス・パヤノとIBO世界バンタム級王座決定戦を兼ねた一戦を行い、12回1-2（111-113×2、115-109）の判定負けを喫し両王座を獲得出来なかった。
2016年6月18日、イリノイ州シカゴのイリノイ大学シカゴ校にあるクレジット・ユニオン・1・アリーナでWBAスーパー・IBO世界バンタム級王者のファン・カルロス・パヤノとダイレクトリマッチを行い、12回2-0（115-113×2、114-114）の判定勝ちを収め両王座を獲得した。
2017年2月10日、オハイオ州トレドのハンティントン・センターでWBA世界バンタム級暫定王者のザナト・ザキヤノフと王座統一戦を行い、12回1-2（111-115、110-116、115-111）の判定負けを喫し初防衛及び王座統一に失敗、ウォーレンが8ヵ月保持していたスーパー王座は暫定王座に吸収される形で消滅した。この試合でウォーレンは15万ドル(約1700万円)、ザキヤノフは3万ドル(約340万円)のファイトマネーを稼いだ。

#### スーパーフライ級
2017年7月29日、バークレイズ・センターで元IBF世界スーパーフライ級王者でIBF世界スーパーフライ級12位のマックジョー・アローヨとIBF世界スーパーフライ級挑戦者決定戦を行い、12回3-0（118-110、117-111×2）の判定勝ちを収めヘルウィン・アンカハスへの挑戦権を獲得した。

#### バンタム級復帰
2019年1月19日、MGMグランド・ガーデン・アリーナで行われたマニー・パッキャオ 対 エイドリアン・ブローナー戦の前座でアマチュア時代に敗れているノルディーヌ・ウバーリとWBC世界バンタム級王座決定戦を行い、12回0-3(113-115、112-116、111-117)判定負けを喫し王座獲得に失敗した。この試合でウバーリは8万5千ドル（約940万円）、ウォーレンは12万5千ドル（約1380万円）のファイトマネーを稼いだ。
2021年8月14日、カリフォルニア州カーソンの ディグニティ・ヘルス・スポーツ・パーク・テニスコートでイスラエル・バスケスの甥で元世界ランカーのダミアン・バスケスと対戦し、2回2分18秒KO勝ちを収めた。この試合でウォーレンは5万ドル（約550万円）、バスケスは25,000ドル（約270万円）のファイトマネーを稼いだ。
2022年8月20日、フロリダ州ハリウッドのハード・ロック・ライブでフランシスコ・ポルティロと対戦し、6回0-3（56-57×2、56-58）の判定負けを喫した。

## 獲得タイトル
- WBA世界バンタム級スーパー王座（防衛0）
- IBO世界バンタム級王座